# Гагман
Гагман (нем. von Hagmann) — дворянский род и фамилия.
Родоначальник их, юстиц-советник Николай-Феодор Гагман, возведен императором Иосифом II в дворянское достоинство Римской империи в 1769 г. Его потомство разделилось на несколько ветвей, внесенных в родословные книги губерний: Эстляндской (I часть), Тверской (II часть), Костромской и Московской (II и III часть).

## Представители фамилии
- Гагман, Дмитрий Фёдорович — могилёвский (1905—1908) и тобольский (1908—1912) губернатор.
- Гагман, Захар Леонтьевич — Георгиевский кавалер (капитан-лейтенант; № 2368; 26 ноября 1811).
- Гагман, Эдуард Фёдорович (1807—1880) — генерал от артиллерии.

## Описание герба
Щит четырехчастный. В первой и четвертой частях в красном поле три серебряных шестиконечных звезды (1 + 2). Во втором голубом поле серебряный обнаженный муж в зеленых ветках на голове и чреслах, опирающийся на зеленую дубину. В третьем голубом поле на зеленой земле зеленый дуб.
Щит увенчан повернутым дворянским коронованным шлемом. Нашлемник — дубовая и лавровая ветви, расходящиеся в стороны. Намет красный и голубой, подложенный серебром.